# Scharlakansskål
Scharlakansskål (Sarcoscypha austriaca) är en svampart som först beskrevs av O. Beck ex Sacc., och fick sitt nu gällande namn av Jean Louis Emile Boudier 1907. Scharlakansskål ingår i släktet Sarcoscypha och familjen Sarcoscyphaceae.  Arten är reproducerande i Sverige. Inga underarter finns listade i Catalogue of Life.

## Källor

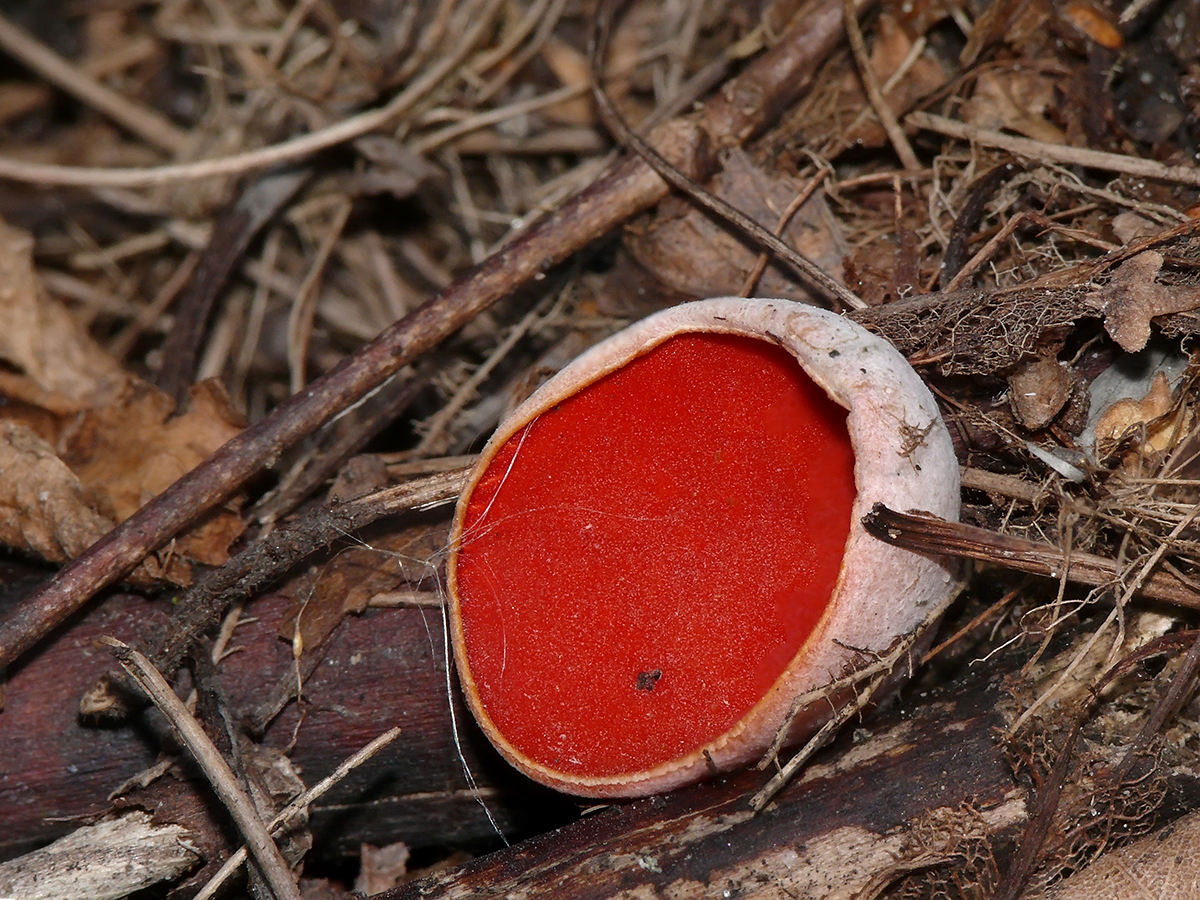
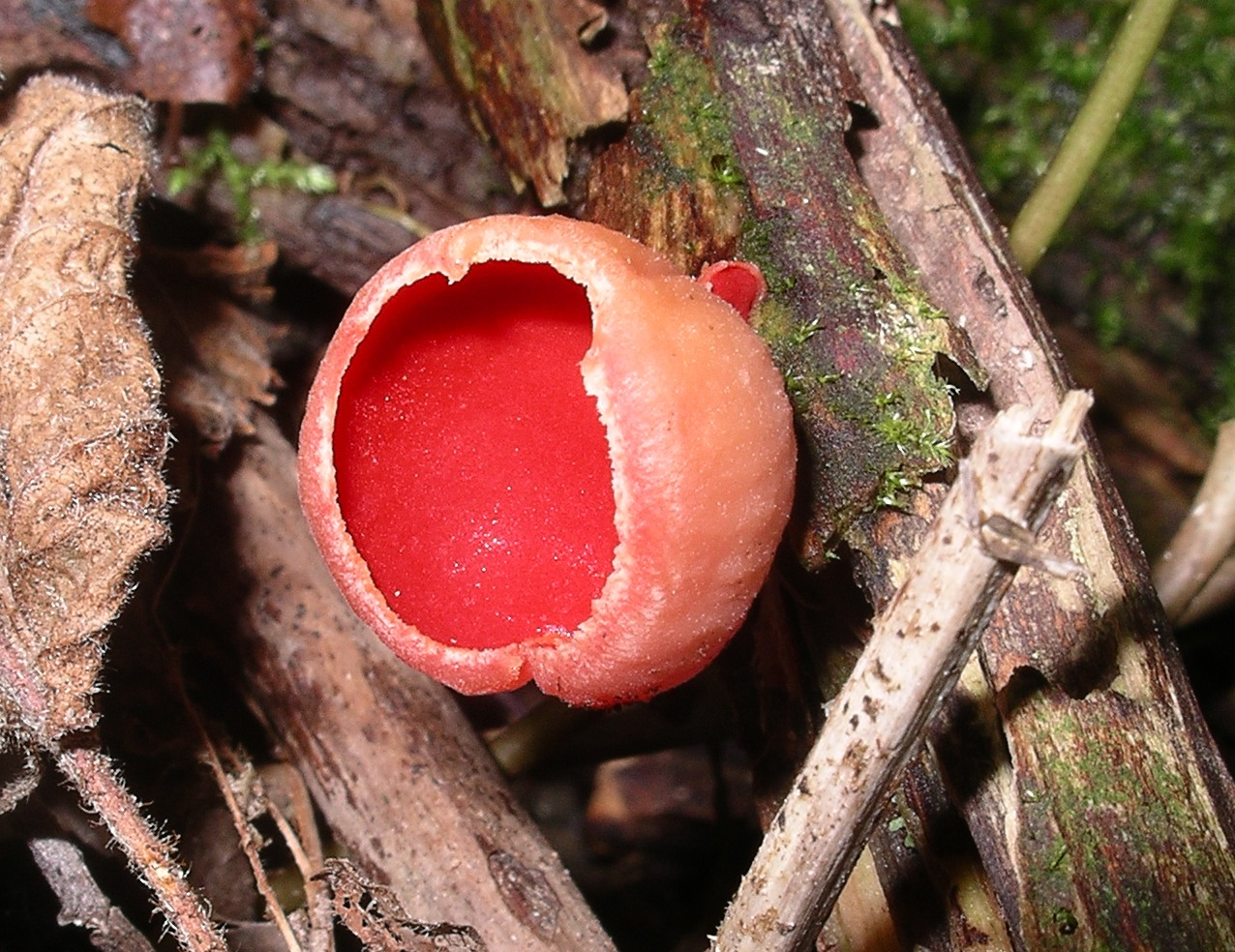